# جيوفاني باريزي
جيوفاني باريزي (بالإيطالية: Giovanni Parisi)‏ (2 ديسمبر 1967 – 25 مارس 2009) هو ملاكم إيطالي راحل، مثّل بلاده في الألعاب الأولمبية الصيفية 1988 وحقق الميدالية الذهبية في فئة وزن الريشة.

## روابط خارجية
جيوفاني باريزي على موقع بوكس ريك (الإنجليزية) (registration required)
- جيوفاني باريزي على موقع أوليمبيديا (الإنجليزية)
- جيوفاني باريزي على موقع اللجنة الأولمبية الإيطالية (الإيطالية)